# Amphetamin
Amphetamin (hay còn gọi là hồng phiến, viết tắt của alpha-methylphenethylamin, danh pháp theo tiếng Anh là amphetamine) là một chất kích thích hệ thần kinh trung ương (TKTW) mạnh được sử dụng trong điều trị rối loạn tăng động giảm chú ý (ADHD), chứng ngủ rũ và béo phì. Amphetamin được phát hiện vào năm 1887 và tồn tại dưới dạng hai chất đối quang (enantiomer): levoamphetamin và dextroamphetamin. Danh pháp amphetamin đề cập đến hỗn hợp racemic chứa hai đồng phân đối quang ở dạng amin tinh khiết với tỷ lệ ngang nhau. Danh pháp này thường được sử dụng để chỉ hoặc là hỗn hợp hai chất đối quang, hoặc là chỉ một trong hai chất nêu trên. Cách dùng trên là quy ước không chính thức. Trong lịch sử, amphetamin được sử dụng để điều trị nghẹt mũi và trầm cảm. Amphetamin cũng được sử dụng là chất cải thiện khả năng thi đấu trong thể thao, thuốc hưng trí, thuốc kích dục và thuốc làm tăng hưng phấn. Amphetamin là thuốc theo toa ở nhiều quốc gia, và việc sở hữu và phân phối amphetamin được kiểm soát chặt chẽ do những nguy cơ to lớn của thuốc lên sức khỏe nếu sử dụng thuốc phục vụ mục đích giải trí.
Dược phẩm chứa hoạt chất amphetamin đầu tiên là Benzedrine, được chỉ định để điều trị nhiều loại bệnh. Hiện tại, các thành phẩm amphetamin làm dược phẩm được kê đơn bao gồm: hỗn hợp racemic amphetamin, thuốc Adderall, thuốc dextroamphetamin, hoặc tiền chất không hoạt tính lisdexamfetamin. Amphetamin làm tăng số lượng và kích thích tiết chất dẫn truyền thần kinh monoamin trong não, với tác dụng rõ rệt nhất là nhắm vào hệ thống dẫn truyền thần kinh noradrenalin và dopamin.
Về mặt y học, ở liều điều trị, amphetamin gây ra các hiệu ứng về cảm xúc và nhận thức như hưng phấn, thay đổi ham muốn tình dục, tăng tỉnh táo và cải thiện khả năng kiểm soát nhận thức. Chất tác động về mặt thể chất như cải thiện thời gian đáp ứng, chống mệt mỏi và tăng sức mạnh cơ bắp. Liều amphetamin lớn hơn có thể làm suy giảm chức năng nhận thức và gây ra tiêu cơ vân. Nghiện là một tình trạng nghiêm trọng khi lạm dụng amphetamin để giải trí, nhưng ít có khả năng nghiện nếu sử dụng chất ở liều điều trị trong các cơ sở y tế. Liều rất cao có thể dẫn đến rối loạn tâm thần do chất kích thích (ví dụ, hoang tưởng (delusion) và paranoia (một triệu chứng thuộc tâm thần phân liệt thể paranoid)), những rối loạn tâm thần này hiếm khi xảy ra ở liều điều trị ngay cả khi sử dụng lâu dài. Liều giải trí nói chung lớn hơn nhiều so với liều điều trị được chỉ định và có nguy cơ tác dụng phụ nghiêm trọng cao hơn nhiều.
Về mặt hóa học, amphetamin thuộc lớp phenethylamin. Đây là hợp chất gốc của lớp cấu trúc riêng mang tên amphetamin thay thế, bao gồm các chất được biết đến nhiều như bupropion, cathinon, MDMA (thuốc lắc) và methamphetamin (ice, ma túy đá). Là một chất thuộc lớp phenethylamin, amphetamin cũng có liên quan về mặt hóa học với các chất điều biến thần kinh (neuromodulator) amin trace (là chất chủ vận TAAR1), cụ thể là phenethylamin và N-methylphenethylamin, cả hai đều được sản xuất trong cơ thể con người. Phenethylamin là hợp chất gốc của amphetamin, trong khi N-methylphenethylamin là đồng phân cấu tạo của amphetamin, chỉ khác nhau ở vị trí của nhóm methyl.

## Ứng dụng

### Y học
Amphetamin được sử dụng để điều trị rối loạn tăng động giảm chú ý (ADHD), chứng ngủ rũ (rối loạn giấc ngủ) và béo phì, và đôi khi được kê đơn off-label (kê đơn không theo hướng dẫn trên nhãn) cho các chỉ định trước đây, đặc biệt là đối với trầm cảm kháng trị (trầm cảm không đáp ứng với thuốc) và đau mạn tính. Phơi nhiễm với amphetamin lâu dài với liều lượng đủ cao ở một số loài động vật được cho là gây ra sự phát triển bất thường của hệ dopamin hoặc tổn thương thần kinh, nhưng ở người bị ADHD, amphetamin dược phẩm ở liều lượng điều trị dường như cải thiện sự phát triển của não và tăng trưởng thần kinh. Đánh giá các nghiên cứu chụp cộng hưởng từ (MRI) cho thấy rằng điều trị lâu dài với amphetamin làm giảm các bất thường trong cấu trúc và chức năng não ở những đối tượng mắc ADHD, và cải thiện chức năng ở một số phần của não, chẳng hạn như nhân đuôi phải của hạch nền.
Các đánh giá về nghiên cứu chất kích thích trên lâm sàng đã xác định tính an toàn và hiệu quả của việc sử dụng amphetamin liên tục trong thời gian dài để điều trị ADHD. Các thử nghiệm ngẫu nhiên có đối chứng về liệu pháp kích thích liên tục để điều trị ADHD kéo dài 2 năm đã chứng minh hiệu quả điều trị và độ an toàn. Hai đánh giá đã chỉ ra rằng liệu pháp kích thích liên tục trong thời gian dài ở bệnh nhân ADHD có hiệu quả để giảm các triệu chứng chủ đạo của ADHD (gồm tăng động, giảm chú ý và xung động), nâng cao chất lượng cuộc sống và thành tích học tập, đồng thời cải thiện phần lớn các kết quả chức năng dựa trên kết quả của 9 lĩnh vực, bao gồm: học vấn, hành vi chống đối xã hội, lái xe, sử dụng thuốc tùy tiện, béo phì, nghề nghiệp, lòng tự trọng, sử dụng dịch vụ (tức là các dịch vụ về học tập, nghề nghiệp, sức khỏe, tài chính và pháp lý) và chức năng xã hội. Một thử nghiệm ngẫu nhiên có đối chứng kéo dài 9 tháng về điều trị bằng amphetamin cho ADHD ở trẻ em đã phát hiện ra mức tăng trung bình là 4,5 điểm IQ, cải thiện khả năng tập trung và tiếp tục giảm các hành vi gây rối và tăng động. Một đánh giá khác, dựa trên các nghiên cứu thuần tập có thời gian theo dõi dài nhất cho đến hiện tại, chỉ ra rằng liệu pháp kích thích bắt đầu thực hiện từ lúc còn là trẻ nhỏ liên tục có hiệu quả để kiểm soát các triệu chứng ADHD và giảm nguy cơ tiến triển thành rối loạn tâm thần do sử dụng chất gây nghiện khi trưởng thành.
Các mô hình hiện tại của ADHD cho thấy rằng bệnh có liên quan đến sự suy giảm chức năng trong một số hệ thống dẫn truyền thần kinh của não. Những suy giảm chức năng này liên quan đến suy giảm chất dẫn truyền thần kinh dopamin trong con đường dopaminergic và chất dẫn truyền thần kinh noradrenalin trong con đường noradrenergic từ nhân lục (locus coeruleus) đến vỏ não trước trán. Các chất kích thích tâm lý như methylphenidat và amphetamin có hiệu quả trong điều trị ADHD vì chúng làm tăng hoạt động dẫn truyền thần kinh trong các hệ thống này. Khoảng 80% những người sử dụng các chất kích thích nêu trên cho thấy các triệu chứng ADHD được cải thiện. Trẻ ADHD sử dụng thuốc kích thích nói chung có mối quan hệ tốt hơn với bạn bè đồng trang lứa và các thành viên trong gia đình, học giỏi hơn ở trường, ít mất tập trung và xung động hơn, đồng thời có thời gian chú ý lâu hơn. Trong tổng quan hệ thống của tổ chức Cochrane về việc điều trị ADHD ở trẻ em, thanh thiếu niên và người lớn bằng thuốc amphetamin cho thấy rằng các nghiên cứu thời gian ngắn đã chứng minh các loại thuốc này làm giảm mức độ nghiêm trọng của các triệu chứng, nhưng lại có tỷ lệ ngừng thuốc cao hơn so với các loại thuốc không gây kích thích do tác dụng phụ bất lợi của thuốc. Tổng quan của Cochrane về điều trị ADHD ở trẻ em bị rối loạn tic như hội chứng Tourette chỉ ra rằng các chất kích thích nói chung không làm cho tic tồi tệ hơn, nhưng liều cao dextroamphetamin có thể làm trầm trọng thêm tic ở một số đối tượng.

### Cải thiện các chức năng

#### Cải thiện nhận thức
Năm 2015, một tổng quan hệ thống và phân tích tổng hợp các thử nghiệm lâm sàng cho thấy rằng, khi được sử dụng ở liều thấp (liều điều trị), amphetamin cải thiện mặc dù ít nhưng vẫn đáng kể trong nhận thức, bao gồm trí nhớ hoạt động (working memory), trí nhớ từng hồi dài hạn (long-term episodic memory), kiểm soát ức chế, và một số khía cạnh của sự chú ý ở người lớn khỏe mạnh bình thường; Những tác dụng tăng cường nhận thức này của amphetamin là do cơ chế trung gian: amphetamin là chất chủ vận, kích hoạt gián tiếp đồng thời cả thụ thể dopamin D1 và thụ thể α2 adrenergic ở vỏ não trước trán. Một tổng quan hệ thống năm 2014 cho thấy liều lượng amphetamin thấp cũng cải thiện khả năng củng cố trí nhớ, từ đó dẫn đến cải thiện khả năng nhớ lại thông tin (recall). Liều điều trị của amphetamin cũng tăng cường hiệu quả dẫn truyền tại mạng lưới vỏ não, đây một tác dụng làm cải thiện trí nhớ hoạt động. Amphetamin và các chất kích thích ADHD khác cũng cải thiện task saliency (tạm dịch: sự nổi bật của nhiệm vụ, thuật ngữ chỉ một quá trình nhận thức để giành sự tập trung chú ý để thúc đẩy, tạo động lực thực hiện và hoàn thành nhiệm vụ) và tăng sự tỉnh táo, từ đó thúc đẩy hành vi hướng đến mục tiêu đã đề ra. Các chất kích thích như amphetamin có thể cải thiện hiệu suất trong các nhiệm vụ khó khăn và nhàm chán. Có một số sinh viên sử dụng chất như một biện pháp hỗ trợ trong học tập và làm bài kiểm tra. Dựa trên các nghiên cứu về việc sử dụng chất kích thích bất hợp pháp tự báo cáo năm 2014 tại Hoa Kỳ, có 5–35% sinh viên đại học sử dụng chất kích thích chủ yếu được sử dụng để nâng cao thành tích học tập chứ không phải là để chơi bời, tiêu khiển. Tuy nhiên, liều amphetamin cao trên liều điều trị có thể ảnh hưởng đến trí nhớ hoạt động và các khía cạnh khác của kiểm soát nhận thức.

#### Cải thiện thể chất
Amphetamin được một số vận động viên sử dụng vì tác dụng cải thiện thể chất, chẳng hạn như tăng sức bền và sự tỉnh táo; Tuy nhiên, các cơ quan chống doping của quốc gia và quốc tế đã cấm việc sử dụng amphetamin ngoài mục đích y tế tại các sự kiện thể thao. Ở những người khỏe mạnh với liều điều trị bằng đường uống, amphetamin đã được chứng minh là làm tăng sức mạnh thể chất, tăng tốc độ di chuyển, cải thiện thể chất, hoạt động trong các bài tập kỵ khí (còn gọi là bài tập yếm khí) và bài tập sức bền (tức là thuốc làm trì hoãn sự mệt mỏi khi tập các bài tập này), đồng thời cải thiện thời gian đáp ứng (bằng cách đo thời gian tâm lý, mental chronometry). Amphetamin cải thiện sức bền và thời gian đáp ứng chủ yếu thông qua ức chế tái hấp thu và giải phóng dopamin trong hệ TKTW. Amphetamin và các loại thuốc dopaminrgic khác cũng làm tăng nguồn năng lượng phục vụ cho hoạt động gắng sức bằng cách cho phép tăng ngưỡng thân nhiệt để đạt được khả năng hoạt động mà nếu không sử dụng thuốc thì đây là những hoạt động quá giới hạn, không thể làm được. Ở liều điều trị, tác dụng phụ của amphetamin không ảnh hưởng đến hoạt động thể thao; Tuy nhiên, ở liều lượng cao hơn nhiều lần liều điều trị, amphetamin có thể gây ra các tác động làm suy giảm thể chất nghiêm trọng do làm tiêu cơ vân (tức là phân hủy cơ) và tăng thân nhiệt.

## Chống chỉ định
Theo Chương trình Quốc tế về An toàn Hóa chất (IPCS) và Cục Quản lý Thực phẩm và Dược phẩm Hoa Kỳ (USFDA), chống chỉ định amphetamin ở những người có tiền sử lạm dụng chất, bệnh tim mạch, kích động nặng, hoặc quá lo lắng. Chất cũng được chống chỉ định ở những người bị xơ cứng động mạch, glôcôm (tăng nhãn áp), cường giáp (tiết quá nhiều hormone tuyến giáp), hoặc tăng huyết áp từ trung bình đến nặng. Các tổ chức này chỉ ra rằng những người đã trải qua phản ứng quá mẫn với các chất kích thích khác, hoặc đang dùng chất ức chế monoamin oxidase (MAOI) không nên dùng amphetamin, mặc dù việc sử dụng đồng thời amphetamin và chất ức chế monoamin oxidase đã được ghi nhận là an toàn. Các tổ chức này cũng khuyến cáo rằng bất kỳ ai mắc chán ăn tâm thần, rối loạn lưỡng cực, trầm cảm, tăng huyết áp, chức năng gan hoặc thận bất thường, hưng cảm, loạn thần, hội chứng Raynaud, cơn động kinh, các vấn đề về tuyến giáp, tic hay hội chứng Tourette nên theo dõi các triệu chứng trong khi dùng amphetamin. Bằng chứng từ các nghiên cứu trên người chỉ ra rằng việc sử dụng amphetamin điều trị không gây ra các bất thường về phát triển ở thai nhi hoặc trẻ sơ sinh (tức là amphetamin không gây quái thai ở người), nhưng lạm dụng amphetamin có thể gây ra rủi ro cho thai nhi. Amphetamin cũng đã được chứng minh là có khả năng đi vào sữa mẹ, vì vậy hai tổ chức IPCS và USFDA khuyên các bà mẹ tránh cho con bú khi sử dụng thuốc. Do khả năng gây suy giảm tăng trưởng thể chất có hồi phục, USFDA khuyến nghị nên theo dõi chiều cao và cân nặng của trẻ em và thanh thiếu niên khi trẻ được kê toa một loại dược phẩm chứa amphetamin.

## Tác dụng phụ
Amphetamin có rất nhiều tác dụng phụ bất lợi và có tính đa dạng. Liều lượng amphetamin được sử dụng là yếu tố chính để xác định khả năng xảy ra và mức độ nghiêm trọng của các tác dụng phụ. Các chế phẩm amphetamin như Adderall, Dexedrine, và các sản phẩm tương đương hiện được USFDA chấp thuận để sử dụng điều trị lâu dài. Sử dụng amphetamin để giải trí thường có liều lượng lớn hơn nhiều so với liều điều trị, có nguy cơ gây tác dụng phụ nghiêm trọng hơn so với liều lượng được sử dụng cho mục đích điều trị.

### Về mặt thể chất
Tác dụng phụ trên tim mạch bao gồm tăng huyết áp hay tụt huyết áp do ngất phế vị (ngất do phản xạ thần kinh phế vị hay thần kinh lang thang), hội chứng Raynaud (giảm lưu lượng máu đến bàn tay và bàn chân), và nhịp tim nhanh. Tác dụng phụ về tình dục ở nam giới gồm rối loạn cường dương: cương cứng thường xuyên hoặc cương cứng kéo dài. Tác dụng phụ về đường tiêu hóa gồm đau bụng, táo bón, tiêu chảy và buồn nôn. Tác dụng phụ về thể chất khác bao gồm chán ăn, mờ mắt, khô miệng, nghiến răng quá mức, chảy máu cam, đổ mồ hôi nhiều, viêm mũi do thuốc, giảm ngưỡng co giật, rối loạn tic (một dạng rối loạn vận động) và giảm cân. Các tác dụng phụ nguy hiểm về thể chất hiếm khi xảy ra khi dùng ở liều điều trị.
Amphetamin kích thích trung tâm hô hấp ở hành não, làm thở nhanh và sâu hơn. Ở người bình thường ở liều điều trị, tác dụng này thường ít để ý, nhưng ở bệnh nhân có tổn thương hô hấp, tác dụng trên có thể biểu hiện rõ. Amphetamin cũng gây ra co thắt cơ vòng ở bàng quang, (cơ kiểm soát việc đi tiểu), có thể gây bí tiểu. Tác dụng phụ này có thể hữu ích trong việc điều trị đái dầm và tiểu tiện không tự chủ. Chưa nghiên cứu rõ tác dụng của amphetamin trên đường tiêu hóa. Amphetamin có thể làm giảm nhu động ruột (liên quan tới tốc độ di chuyển của thức ăn qua hệ tiêu hóa); tuy nhiên, amphetamin có thể làm tăng nhu động khi làm giãn cơ trơn đường tiêu hóa. Amphetamin cũng có tác dụng giảm đau nhẹ và có thể hiệp đồng với tác dụng giảm đau của nhóm opioid.
Các nghiên cứu do USFDA ủy quyền từ năm 2011 ở trẻ em, trẻ vị thành niên và người lớn chỉ ra rằng không có mối liên quan giữa các biến cố tim mạch nghiêm trọng (đột tử, đau tim và đột quỵ) với việc sử dụng amphetamin hoặc các chất kích thích ADHD khác trong y tế. Tuy nhiên, dược phẩm amphetamin có chống chỉ định ở những người mắc bệnh tim mạch.

### Về mặt tâm lý
Ở liều điều trị bình thường, các tác dụng phụ về mặt tâm lý phổ biến nhất của amphetamin gồm tăng cảnh giác, lo lắng, tăng độ tập trung, tính chủ động, tự tin và hòa đồng, thay đổi khí sắc (khí sắc tăng sau đó là khí sắc trầm mức độ nhẹ), mất ngủ, tỉnh táo và giảm cảm giác mệt mỏi. Các tác dụng phụ ít phổ biến hơn bao gồm lo lắng, thay đổi ham muốn tình dục, tính cách mạnh mẽ, cáu kỉnh, hành vi lặp đi lặp lại hoặc ám ảnh và bồn chồn; những tác động này phụ thuộc vào tính cách cá nhân và trạng thái tinh thần hiện tại của bệnh nhân. Có nguy cơ rối loạn tâm thần do amphetamin (ví dụ, hoang tưởng và tâm thần phân liệt thể paranoid). Rối loạn tâm thần này cũng có thể xảy ra ở liều điều trị nếu thời gian điều trị lâu dài. Theo USFDA, "không có bằng chứng hệ thống" cho thấy chất kích thích tạo ra hành vi hung hăng hoặc thù địch.
Amphetamin cũng được chứng minh là tạo ra ưa thích nơi chốn có điều kiện (conditioned place preference) ở bệnh nhân tuân theo liều điều trị, có nghĩa là bệnh nhân thích dành thời gian đi đến những nơi trước đây họ sử dụng amphetamin tại đó.

### Rối loạn tăng cường

#### Nghiện
Nghiện là tác hại nghiêm trọng khi sử dụng amphetamin để giải trí, nhưng ít có khả năng xảy ra khi sử dụng lâu dài ở liều điều trị; Trên thực tế, liệu pháp kích thích suốt đời đối với ADHD bắt đầu từ lúc còn nhỏ giúp giảm nguy cơ tiến triển thành mắc rối loạn tâm thần do sử dụng chất gây nghiện khi trưởng thành. Con đường trung não-hồi viền (mesolimbic pathway, hay con đường phần thưởng) là con đường dopamin kết nối vùng mái não giữa (ventral tegmental area, VTA) với nhân cạp (nucleus accumbens, NAc). Sự hoạt động quá mức bệnh lý của con đường trung não-hồi viền trên đóng một vai trò trung tâm trong nghiện amphetamin. Những người thường xuyên dùng amphetamin liều cao có nguy cơ cao bị nghiện amphetamin, vì việc sử dụng lâu dài ở liều cao dần dần làm tăng mức độ tích lũy protein ΔFosB tại nhân cạp, gây nên biểu hiện nghiện. Một khi nhân cạp tích lũy ΔFosB được biểu hiện quá mức, mức độ nghiêm trọng của hành vi gây nghiện sẽ tăng dần (tức là người nghiện sẽ phải tự mình tìm ma túy). Mặc dù hiện tại không có loại thuốc hiệu quả nào để điều trị nghiện amphetamin, việc tập các bài tập hiếu khí thường xuyên, liên tục dường như có thể làm giảm nguy cơ phát triển của nghiện. Tập các bài tập hiếu khí thường xuyên liên tục có thể là một phương pháp điều trị hiệu quả cho người nghiện amphetamin. Liệu pháp tập thể dục cải thiện kết quả điều trị lâm sàng và có thể được sử dụng như một liệu pháp bổ trợ với các liệu pháp hành vi để điều trị nghiện.

#### Cơ chế phân tử sinh học
Sử dụng amphetamin lâu ngày với liều lượng quá cao gây ra những thay đổi trong biểu hiện gen trong con đường trung não-hồi viền, phát sinh thông qua cơ chế phiên mã và di truyền học biểu sinh. Các yếu tố phiên mã quan trọng nhất tạo ra những thay đổi này là Delta FBJ murine osteosarcoma viral oncogene homolog B (ΔFosB), cAMP response element binding protein (CREB, tạm dịch: protein gắn yếu tố đáp ứng cAMP) và nuclear factor-kappa B (NF-κB, tạm dịch: Yếu tố hạt nhân tăng cường chuỗi nhẹ kappa của các tế bào B hoạt động). ΔFosB là cơ chế phân tử sinh học quan trọng nhất trong chứng nghiện vì gen ΔFosB biểu hiện quá mức (tức là mức độ biểu hiện gen cao bất thường khi tạo ra kiểu hình) trong các neuron gai trung gian (medium spiny neurons) loại D1 trong nhân cạp (nucleus accumbens) là điều kiện cần và đủ để có những thích ứng liên quan đến thần kinh và những sự điều chỉnh liên quan đến hành vi nghiện (ví dụ: tự tiêm chất gây nghiện theo chiều hướng tăng dần về liều). Một khi ΔFosB được biểu hiện quá mức, ΔFosB gây ra trạng thái nghiện ngày càng nghiêm trọng hơn do chính những thích ứng liên quan đến thần kinh đó lại tiếp tục làm gia tăng hơn nữa sự biểu hiện quá mức của ΔFosB. Cơ chế này có liên quan đến nghiện rượu, cannabinoid, cocain, methylphenidat, nicotin, opioid, phencyclidine, propofol và amphetamin thay thế, v..v.
ΔJunD, một yếu tố phiên mã và G9a, một enzym histone methyltransferase, đều có tác dụng chống lại chức năng của ΔFosB và ức chế sự gia tăng biểu hiện gen của ΔFosB. ΔJunD biểu hiện quá mức trong nhân cạp, phối hợp với vector virus (viral vector) có thể ngăn chặn hoàn toàn nhưng biến đổi liên quan đến thần kinh và hành vi được thấy trong lạm dụng chất lâu ngày (tức là những thay đổi qua trung gian là gen ΔFosB). Tương tự, hiện tượng biểu hiện quá mức gen G9a tại nhân cạp làm tăng rõ rệt quá trình dimethyl hóa nhóm lysin dư thừa tại vị trí số 9 trên protein histon H3 (tiếng Anh: histone 3 lysine residue 9 dimethylation - H3K9me2, histon H3 là một protein đóng gói DNA) và ức chế sự cảm ứng của tính dẻo hành vi (behavioral plasticity) và khả biến thần kinh (neuroplasticity) qua trung gian ΔFosB do sử dụng thuốc dài ngày. Sự ức chế trên xảy ra thông qua:
1. Ức chế qua trung gian H3K9me2 (H3K9me2-mediated repression) đối với các yếu tố phiên mã gen ΔFosB
2. Ức chế qua trung gian H3K9me2 đối với các mục tiêu thúc đẩy sự phiên mã của gen ΔFosB (ví dụ: enzyme cyclin-dependent kinase 5, CDK5).

ΔFosB đóng vai trò quan trọng trong việc điều chỉnh các đáp ứng hành vi đối với hành vi nghiện, chẳng hạn như thưởng thức bữa ăn ngon, tình dục và tập thể dục. Vì những "phần thưởng" nêu trên và thuốc gây nghiện đều gây ra biểu hiện gen của gen ΔFosB (tức là khiến não sản xuất ra nhiều hơn), việc lâu dài tiếp nhận các "phần thưởng" nêu trên cũng có thể dẫn đến tình trạng nghiện bệnh lý. Do đó, ΔFosB là yếu tố quan trọng nhất liên quan đến cả nghiện amphetamin và nghiện tình dục do amphetamin, là những hành vi tình dục cưỡng bức do hoạt động tình dục quá mức và sử dụng amphetamin. Những chứng nghiện tình dục này có liên quan đến hội chứng rối loạn điều hòa dopamin xảy ra ở một số bệnh nhân dùng thuốc dopaminergic.
Tác dụng của amphetamin đối với sự điều hòa gen phụ thuộc vào liều lượng và đường dùng. Hầu hết các nghiên cứu về điều hòa gen và nghiện đều dựa trên các nghiên cứu trên động vật, đều là những thí nghiệm amphetamin tiêm tĩnh mạch với liều rất cao. Một vài nghiên cứu đã sử dụng liều điều trị tương đương (tức là liều được điều chỉnh theo cân nặng) ở người và dùng thuốc bằng đường uống cho thấy rằng những thay đổi trong điều hòa gen là tương đối nhỏ hoặc không có. Như vậy, việc sử dụng amphetamin trong y tế không ảnh hưởng đáng kể đến sự điều hòa gen.

##### Dược trị liệu (Liệu pháp hóa dược)
Tính đến  tháng 12 năm 2019, chưa thấy hiệu quả của dược trị liệu (tức là điều trị dùng thuốc) cho bệnh nhân nghiện amphetamin. Các tổng quan hệ thống từ năm 2015 và 2016 chỉ ra rằng chất đồng vận chọn lọc TAAR1 rất tiềm năng trong điều trị chứng nghiện chất kích thần. Tuy nhiên, tính đến  tháng 2 năm 2016, các hợp chất có chức năng là chất chủ vận chọn lọc TAAR1 vẫn chỉ là thuốc thử nghiệm. Nghiện amphetamin phần lớn qua thông qua sự gia tăng hoạt hóa các thụ thể dopamin và các thụ thể NMDA đồng khu trú trong nhân cạp. ion magnesi ức chế các receptor NMDA bằng cách chẹn receptor của kênh calci. Một tổng quan hệ thống dựa trên thử nghiệm lên động vật khác cho thấy rằng, việc sử dụng chất kích thích tâm thần (chất gây nghiện) làm giảm đáng kể nồng độ magnesi nội bào trong não. Điều trị bổ sung magnesi đã được chứng minh là làm giảm việc tự tiêm amphetamin ở người, nhưng đây không phải là hình thức đơn trị liệu hiệu quả cho bệnh nhân nghiện amphetamin.
Một tổng quan hệ thống và phân tích tổng hợp từ năm 2019 đã đánh giá hiệu quả của 17 liệu pháp hóa dược khác nhau được sử dụng trong các thử nghiệm ngẫu nhiên có đối chứng đối với bệnh nhân nghiện amphetamin và methamphetamin. Kết quả: chỉ tìm thấy bằng chứng mức độ thấp cho thấy methylphenidat có thể làm giảm việc người nghiện tự tiêm amphetamin hoặc methamphetamin. Có bằng chứng mức thấp đến trung bình về việc hầu hết các thuốc khác được sử dụng trong các thử nghiệm nêu trên là không mang lại lợi ích, bao gồm thuốc chống trầm cảm (bupropion, mirtazapine, sertraline), thuốc chống loạn thần (aripiprazole), thuốc chống co giật (topiramate, baclofen, gabapentin), naltrexone, varenicline, citicoline, ondansetron, prometa, riluzole, atomoxetine, dextroamphetamin và modafinil.

##### Liệu pháp tâm lý hành vi
Một tổng quan hệ thống năm 2018 và phân tích tổng hợp mạng lưới 50 thử nghiệm liên quan đến 12 biện pháp can thiệp tâm lý xã hội khác nhau đối với chứng nghiện amphetamin, methamphetamin, cocaine cho thấy rằng điều trị đa mô thức với cả phương pháp quản lý dự phòng (ontingency management) và phương pháp tiếp cận củng cố cộng đồng và đào tạo gia đình (CRAFT) có hiệu quả cao nhất (tức là tỷ lệ dừng sử dụng chất) và khả năng chấp nhận cao nhất (tức là tỷ lệ tái nghiện thấp nhất). Các phương thức điều trị khác bao gồm đơn trị liệu với quản lý dự phòng hoặc phương pháp tiếp cận củng cố cộng đồng (community reinforcement approach), liệu pháp hành vi nhận thức, chương trình 12 bước, liệu pháp nhóm (non-contingent reward-based therapies), liệu pháp tâm động học (psychodynamic therapy) và các liệu pháp kết hợp khác.
Ngoài ra, nghiên cứu về tác động sinh học thần kinh của tập thể dục cho thấy rằng cái bài tập dùng nhiều oxy (aerobic), đặc biệt là bài tập tập luyện sức bền (ví dụ như chạy marathon), ngăn ngừa sự phát triển của chứng nghiện ma túy và là một liệu pháp bổ trợ hiệu quả cho bệnh nhân nghiện amphetamin. Bệnh nhân tập thể dục có kết quả điều trị tốt hơn, đặc biệt là bệnh nhân nghiện chất kích thích tâm thần. Đặc biệt, các bài thể dục aerobic làm hạn chế sử dụng tiêm chất kích thích, giảm nguy cơ tái nghiện và làm tăng số lượng thụ thể dopamin D2 (DRD2) trong thể vân (do sử dụng chất gây nghiện làm giảm số lượng DRD2 của thể vân). Một nghiên cứu cho thấy rằng tập thể dục cũng có thể ngăn ngừa sự phát triển của hành vi nghiện ma túy bằng cách thay đổi hoạt tính miễn dịch ΔFosB hoặc c-Fos trong thể vân hoặc các vùng khác của hệ thống phần thưởng.
| Dạng khả biến thần kinh hoặc sự mềm dẻo hành vi                                               | Loại tăng cường hành vi           | Loại tăng cường hành vi               | Loại tăng cường hành vi        | Loại tăng cường hành vi | Loại tăng cường hành vi | Loại tăng cường hành vi | Chú thích |
| Dạng khả biến thần kinh hoặc sự mềm dẻo hành vi                                               | Opiat                             | Chất kích thần                        | Thực phẩm giàu đường, chất béo | Quan hệ tình dục        | Tập thể dục (aerobic)   | Cải tạo môi trường      | Chú thích |
| --------------------------------------------------------------------------------------------- | --------------------------------- | ------------------------------------- | ------------------------------ | ----------------------- | ----------------------- | ----------------------- | --------- |
| Biểu hiện của ΔFosB trong neuron gai trung gian (medium spiny neurons) loại D1 thuộc nhân cạp | ↑                                 | ↑                                     | ↑                              | ↑                       | ↑                       | ↑                       |           |
| Mềm dẻo hành vi                                                                               |                                   |                                       |                                |                         |                         |                         |           |
| Tăng lượng tiếp nhận                                                                          | Có                                | Có                                    | Có                             |                         |                         |                         | [ 110 ]   |
| Nhạy cảm chéo giữa các chất kích thần                                                         | Có                                | Không áp dụng                         | Có                             | Có                      | Giảm dần                | Giảm dần                | [ 110 ]   |
| Tự tiêm chất kích thần                                                                        | ↑                                 | ↑                                     | ↓                              |                         | ↓                       | ↓                       | [ 110 ]   |
| Chất kích thần (sử dụng tại một địa điểm quen thuộc)                                          | ↑                                 | ↑                                     | ↓                              | ↑                       | ↓                       | ↑                       | [ 110 ]   |
| (Tái nghiện)                                                                                  | ↑                                 | ↑                                     |                                |                         | ↓                       | ↓                       | [ 110 ]   |
| Tính mềm dẻo hóa-thần kinh                                                                    |                                   |                                       |                                |                         |                         |                         |           |
| Phosphoryl hóa CREB tại nhân cạp                                                              | ↓                                 | ↓                                     | ↓                              |                         | ↓                       | ↓                       | [ 110 ]   |
| Đáp ứng dopamin tại nhân cạp                                                                  | Không                             | Có                                    | Không                          | Có                      |                         |                         | [ 110 ]   |
| Thể vân thay đổi receptor dopamin                                                             | ↓DRD2, ↑DRD3                      | ↑DRD1, ↓DRD2, ↑DRD3                   | ↑DRD1, ↓DRD2, ↑DRD3            |                         | ↑DRD2                   | ↑DRD2                   | [ 110 ]   |
| Thể vân thay đổi receptor opioid                                                              | Không đổi hoặc ↑μ-opioid receptor | ↑μ-opioid receptor ↑κ-opioid receptor | ↑μ-opioid receptor             | ↑μ-opioid receptor      | Không đổi               | Không đổi               | [ 110 ]   |
| Thể vân thay đổi peptide opioid                                                               | ↑dynorphin Không đổi: enkephalin  | ↑dynorphin                            | ↓enkephalin                    |                         | ↑dynorphin              | ↑dynorphin              | [ 110 ]   |
| Con đường trung não-hồi viền                                                                  |                                   |                                       |                                |                         |                         |                         |           |
| Số lượng đuôi gai tại nhân cạp                                                                | ↓                                 | ↑                                     |                                | ↑                       |                         |                         | [ 110 ]   |
| Mật độ đuôi gai tại nhân cạp                                                                  | ↓                                 | ↑                                     |                                | ↑                       |                         |                         | [ 110 ]   |

#### Sự lệ thuộc vào chất gây nghiện và hội chứng cai
Khả năng dung nạp thuốc tăng lên nhanh chóng khi lạm dụng amphetamin (tức là sử dụng amphetamin để giải trí). Hệ quả, thời gian lạm dụng thuốc kéo dài khiến người nghiện phải tăng liều thuốc ngày càng cao để đạt được tác dụng tương tự. Theo một tổng quan hệ thống của tổ chức Cochrane về việc cai nghiện ở những người sử dụng amphetamin và methamphetamin, "khi người dùng liều cao, lâu dài chất gây nghiện bỗng dưng đột ngột ngừng sử dụng amphetamin, hội chứng cai xảy ra trong vòng 24 giờ kể từ liều dùng thuốc cuối cùng." Tổng quan này lưu ý rằng hội chứng cai ở những người dùng liều cao, dùng lâu dài xảy ra thường xuyên, khoảng 88% trường hợp và kéo dài trong 3–4 tuần. Hội chứng cai amphetamin gồm các triệu chứng: lo lắng, thèm ma túy, khí sắc trầm, mệt mỏi, tăng thèm ăn, tăng hoặc giảm vận động, thiếu động lực, khó ngủ hoặc buồn ngủ, và giấc mơ sáng suốt. Tổng quan hệ thống chỉ ra rằng mức độ nghiêm trọng của các triệu chứng trong hội chứng cai có tương quan thuận với tuổi và mức độ phụ thuộc của từng người. Ngừng điều trị bằng amphetamin ở liều điều trị gây các triệu chứng cai mức độ nhẹ, có thể tránh hội chứng cai bằng cách giảm liều từ từ.

## Quá liều
Quá liều amphetamin dẫn đến nhiều triệu chứng khác nhau, nhưng hiếm khi gây tử vong nếu được chăm sóc kịp thời. Mức độ nghiêm trọng của các triệu chứng quá liều tăng theo liều lượng và giảm khi có sự dung nạp thuốc với amphetamin. Người nghiện có sự lệ thuộc cơ thể vào thuốc có thể dùng tới 5 gam amphetamin trong một ngày, khoảng 100 lần liều điều trị tối đa hàng ngày. Các triệu chứng của quá liều vừa phải và nặng được liệt kê ở bảng dưới đây. Ngộ độc amphetamin gây tử vong có triệu chứng co giật và hôn mê. Năm 2013, sử dụng quá liều amphetamin, methamphetamin và các hợp chất khác có liên quan đến "rối loạn sử dụng amphetamin", khiến 3788 số ca tử vong trên toàn thế giới (3425–4145 tử vong, khoảng tin cậy 95%).
| Hệ cơ quan              | Quá liều nhẹ hoặc vừa phải                                                   | Quá liều nặng |
| ----------------------- | ---------------------------------------------------------------------------- | --- |
| Tim mạch                | - Rối loạn nhịp tim - tăng huyết áp hoặc tụt huyết áp                        | - Sốc tim (tim không bơm đủ máu) - Xuất huyết não (chảy máu não) - Trụy tuần hoàn (suy một phần hoặc hoàn toàn hệ tuần hoàn)               |
| Hệ thần kinh trung ương | - Hoang mang - Tăng phản xạ - Kích động nặng - Run (co giật cơ không tự chủ) | - Rối loạn tâm thần do amphetamin cấp (ví dụ, hoang tưởng và paranoid) - Hành vi rập khuôn, máy móc - Hội chứng serotonin - Bão adrenergic |
| Cơ xương khớp           | - Đau cơ                                                                     | - Tiêu cơ vân (phân hủy cơ) |
| Hô hấp                  | - Thở nhanh                                                                  | - Phù phổi (tích tụ dịch trong phổi) - Tăng áp phổi (tăng huyết áp động mạch phổi) - Kiềm hô hấp (giảm nồng độ CO2 trong máu)              |
| Tiết niệu               | - Đái buốt - Bí tiểu                                                         | - Vô niệu - Suy thận |
| Khác                    | - Tăng thân nhiệt - Giãn đồng tử                                             | - Tăng hoặc hạ kali máu - Tăng thân nhiệt ác tính (nhiệt độ cơ thể ≥ 40 °C)) - Toan chuyển hóa (giảm nồng độ bicarbonat trong máu)         |

### Độc tính
Ở động vật gặm nhấm và động vật linh trưởng, amphetamin liều đủ cao gây ra độc tính thần kinh dopaminergic, hoặc làm tổn thương neuron dopamin. Tổn thương này đặc trưng bởi sự thoái hóa đuôi sợi trục neuron dopamin và giảm chức năng vận chuyển và thụ thể. Không có bằng chứng cho thấy amphetamin gây độc trực tiếp cho thần kinh ở người. Tuy nhiên, dùng amphetamin với liều lớn có thể gián tiếp gây ra độc tính thần kinh dopaminrgic do tăng thân nhiệt ác tính, hình thành quá mức các loài oxy phản ứng (reactive oxygen species - ROS) và tăng quá trình tự oxy hóa (autoxidation) dopamin. Các mô hình động vật về ngộ độc thần kinh do tiếp xúc với amphetamin liều cao cho thấy sự xuất hiện của tăng thân nhiệt ác tính (tức là nhiệt độ cơ thể ≥ 40 °C) cần thiết cho quá trình tiến triển ngộ độc thần kinh do amphetamin. Nhiệt độ não tăng trên 40 °C kéo dài có thể thúc đẩy sự phát triển của độc tính thần kinh do amphetamin ở động vật thí nghiệm bằng cách tạo ra các loại oxy phản ứng, phá vỡ chức năng protein tế bào và tăng tính thấm của hàng rào máu não.

### Rối loạn tâm thần
Quá liều amphetamin có thể dẫn đến rối loạn tâm thần do sử dụng chất. Các triệu chứng: hoang tưởng và rối loạn hoang tưởng paranoid. Một tổng quan hệ thống của tổ chức Cochrane về điều trị rối loạn tâm thần bằng amphetamin, dextroamphetamin và methamphetamin cho thấy khoảng 5–15% người nghiện không thể khỏi hoàn toàn. Theo tổng quan, có ít nhất một thử nghiệm cho thấy thuốc chống loạn thần giải quyết hiệu quả các triệu chứng của rối loạn tâm thần do sử dụng amphetamin cấp tính. Rối loạn tâm thần hiếm khi phát sinh từ việc sử dụng các liệu pháp chữa trị.

## Tương tác thuốc
Nhiều loại dược chất được biết là có tương tác với amphetamin, dẫn đến tác dụng và/hoặc chuyển hóa của thuốc bị thay đổi. Chất ức chế enzym chuyển hóa amphetamin (ví dụ, CYP2D6 và FMO3) kéo dài thời gian bán thải của amphetamin, có nghĩa là tác dụng của chất sẽ kéo dài hơn. Amphetamin cũng tương tác với MAOI, đặc biệt là chất ức chế monoamin oxidase A, vì cả MAOI và amphetamin đều làm tăng catecholamin trong huyết tương (tức là noradrenalin và dopamin); do đó, việc sử dụng đồng thời cả hai chất rất nguy hiểm. Amphetamin làm thay đổi tác dụng của hầu hết các loại thuốc thần kinh. Đặc biệt, amphetamin có thể làm giảm tác dụng của thuốc an thần và thuốc ức chế thần kinh, đồng thời làm tăng tác dụng của thuốc kích thần và thuốc chống trầm cảm. Amphetamin cũng có thể làm giảm tác dụng của thuốc hạ huyết áp và thuốc chống loạn thần do tác dụng của chất lên huyết áp và dopamin. Bổ sung kẽm có thể làm giảm liều có hiệu quả tối thiểu (ED) của amphetamin trong điều trị ADHD.
Không có tương tác đáng kể khi dùng amphetamin với thức ăn, nhưng độ pH của đường tiêu hóa và nước tiểu ảnh hưởng đến sự hấp thu và bài tiết của amphetamin, tương ứng. Các chất có tính acid làm giảm hấp thu amphetamin và tăng bài tiết qua nước tiểu, còn các chất có tính kiềm thì ngược lại. Do ảnh hưởng của pH đối với sự hấp thụ, amphetamin cũng tương tác với thuốc làm giảm độ acid dịch vị dạ dày như thuốc ức chế bơm proton và thuốc kháng histamin H2, làm tăng pH đường tiêu hóa (tức là kiềm hơn).

## Dược học

### Dược lực học
Amphetamin phát huy tác dụng bằng cách sử dụng chất dẫn truyền thần kinh monoamin làm tín hiệu thần kinh trong não, chủ yếu ở tế bào thần kinh catecholamin trong con đường điều hành chức năng (executive function pathway) và con đường khen thưởng (reward pathway) của não. Nồng độ của các chất dẫn truyền thần kinh (dopamin và noradrenalin) có liên quan đến con đường điều hành chức năng và phần thưởng dopamin và noradrenalin. Nồng độ các chất này tăng đột ngột, phụ thuộc vào liều lượng của amphetamin vì tác dụng của amphetamin đối với các chất vận chuyển monoamin. Các tác dụng tăng cường và thúc đẩy động lực của amphetamin chủ yếu là do tăng cường hoạt động dopaminrgic trong con đường trung não-hồi viền. Tác dụng hưng phấn và kích thích vận động của amphetamin phụ thuộc vào cường độ và tốc độ bằng cách tăng nồng độ dopamin và noradrenalin ở synap trong thể vân.
Năm 2001, amphetamin được chứng minh chất chủ vận mạnh của trace amin-associated receptor 1 (TAAR1), một thụ thể bắt cặp với protein G (GPCR) ở đây là protein Gs và Gq. Phát hiện này rất quan trọng trong việc điều hòa các monoamin trong não. Kích hoạt TAAR1 làm tăng sản xuất cAMP thông qua hoạt hóa adenylyl cyclase và ức chế chức năng vận chuyển monoamin. Các autoreceptor monoamin (ví dụ, receptor dopamin D2, receptor α2-adrenergic, và receptor 5-HT1) có tác dụng ngược lại với TAAR1, và khi các receptor (thụ thể) này phối hợp phối hợp với nhau sẽ điều hòa cho quá trình vận chuyển các monoamin. Đặc biệt, amphetamin và các trace amin có ái lực liên kết cao đối với TAAR1, nhưng không có ái lực liên kết đối với các autoreceptor monoamin. Các nghiên cứu hình ảnh học chỉ ra rằng amphetamin và trace amin ức chế quá trình tái hấp thu monoamin tùy vị trí đặc trưng và phụ thuộc vào có hay không sự có mặt của TAAR1 trong các tế bào thần kinh monoamin.
Ngoài việc ức chế các protein vận chuyển monoamin, amphetamin còn ức chế cả chất vận chuyển monoamin trong túi synap gồm VMAT1, VMAT2, SLC1A1, SLC22A3 và SLC22A5. SLC1A1 là chất vận chuyển amino acid kích thích 3 (Excitatory amino acid transporter 3, EAAT3), một chất vận chuyển glutamat nằm trong tế bào thần kinh. SLC22A3 là chất vận chuyển monoamin ngoài thần kinh có trong tế bào thần kinh đệm hình sao. SLC22A5 là chất vận chuyển carnitine có ái lực cao. Amphetamin làm tăng biểu hiện gen phiên mã điều hòa cocain và amphetamin (cocaine- and amphetamin-regulated transcript, CART). CART là neuropeptide liên quan đến hành vi ăn uống, căng thẳng và hành vi khen thưởng, gây ra sự gia tăng quá trình phát triển và tồn tại của các tế bào thần kinh trong ống nghiệm. Thụ thể CART vẫn chưa được xác định, nhưng có bằng chứng đáng kể cho thấy CART chỉ liên kết với thụ thể bắt cặp với protein G (GPCR) ở đây là protein Gi và Go. Amphetamin cũng ức chế monoamin oxidase ở liều rất cao, dẫn đến chuyển hóa monoamin và amin trace ít hơn. Hậu quả, nồng độ monoamin synap tăng. Ở người, thụ thể hiện tại được biết duy nhất ở màng sau synap mà amphetamin gắn được là thụ thể 5-HT1A.
Tác dụng ngắn hạn của amphetamin ở người là do tăng cường dẫn truyền thần kinh, dưới tác dụng của dopamin, serotonin, noradrenalin, adrenalin, histamin, CART peptide, opioid nội sinh, hormone vỏ thượng thận, corticosteroid, và glutamate, thông qua tương tác với CART, 5-HT1A, EAAT3, TAAR1, VMAT1, VMAT2 và các mục tiêu sinh học khác. Amphetamin cũng kích hoạt 7 enzym carbonic anhydrase, một trong 7 enzym này có mặt trong não người.
Dextroamphetamin là một chất chủ vận mạnh của TAAR1 hơn levoamphetamin. Do đó, dextroamphetamin tạo ra kích thích lên hệ TKTW lớn hơn levoamphetamin, gần gấp 3 đến 4 lần, nhưng levoamphetamin có tác dụng lên hệ tim mạch và tác dụng ngoại vi mạnh hơn.

#### Dopamin
Ở một số vùng não nhất định, amphetamin làm tăng nồng độ dopamin trong khe synap. Amphetamin có thể xâm nhập vào tế bào thần kinh trước synap thông qua chất vận chuyển dopamin (DAT) hoặc bằng cách khuếch tán trực tiếp qua màng tế bào thần kinh. Amphetamin ức chế tái hấp thu cạnh tranh ở chất vận chuyển dopamin. Khi đi vào tế bào thần kinh trước synap, amphetamin sẽ kích hoạt TAAR1 thông qua tín hiệu protein kinase A (PKA) và protein kinase C (PKC), gây ra quá trình phosphoryl hóa DAT. Quá trình phosphoryl hóa nhờ PKC và PKA này dẫn đến nhập bào DAT (ức chế tái hấp thu không cạnh tranh), nhưng riêng sự phosphoryl hóa nhờ PKC gây ra sự vận chuyển ngược dopamin (tức là dopamin chui ra ngoài tế bào). Amphetamin làm tăng nồng độ calci nội bào. Tác dụng này có liên quan đến quá trình phosphoryl hóa DAT thông qua con đường Ca2+/calmodulin-dependent protein kinase (CAMK), làm thất thoát dopamin ra ngoài. Thông qua việc kích hoạt trực tiếp các kênh kali điều chỉnh bên trong bắt cặp với protein G (G protein-coupled inwardly-rectifying potassium channel, GIRK), TAAR1 làm giảm tốc độ kích hoạt tế bào thần kinh dopamin, ngăn ngừa trạng thái cường dopaminrgic.
Amphetamin cũng là chất nền cho chất vận chuyển monoamin dạng túi synap, VMAT2. Sau khi hấp thu amphetamin tại VMAT2, amphetamin làm vỡ các túi synap ở khe synap, giải phóng các phân tử dopamin từ các túi synap vào tế bào nhờ dòng chảy dopamin qua VMAT2. Sau đó, các phân tử dopamin trong tế bào được giải phóng từ tế bào thần kinh trước synap vào khe synap thông qua sự vận chuyển thông qua chất vận chuyển dopamin (DAT) theo chiều ngược lại.

#### Noradrenalin (norepinephrin)
Tương tự như dopamin, liều amphetamin tùy thuộc vào mức độ của noradrenalin, tiền chất của adrenalin. Dựa trên biểu hiện mRNA của TAAR1 trong neuron, amphetamin được cho là có tác động đến noradrenalin tương tự như dopamin. Nói cách khác, amphetamin gây ra thất thoát noradrenalin nhờ TAAR1 và ức chế tái hấp thu không cạnh tranh tại chất vận chuyển noradrenalin được được phosphoryl hóa (phosphorylated norepinephrine transporter, phosphorylated NET), ức chế tái hấp thu cạnh tranh tại chất vận chuyển noradrenalin (norepinephrine transporter, NET) và giải phóng noradrenalin từ chất vận chuyển monoamin dạng túi synap VMAT2.

#### Serotonin
Amphetamin có tác dụng tương tự trên serotonin như trên dopamin và noradrenalin (nhưng ít rõ rệt hơn). Amphetamin ảnh hưởng đến serotonin thông qua chất vận chuyển monoamin dạng túi synap VMAT2. Giống cơ chế của noradrenalin, amphetamin làm thất thoát serotonin nhờ TAAR1 và ức chế tái hấp thu không cạnh tranh tại chất vận chuyển serotonin được được phosphoryl hóa (phosphorylated serotonin transporter, phosphorylated SERT). Giống như dopamin, amphetamin có ái lực thấp với thụ thể 5-HT1A của người.

#### Các chất dẫn truyền thần kinh, peptide, hormon và enzym khác
Sử dụng amphetamin cấp tính ở người làm tăng giải phóng opioid nội sinh trong một số cấu trúc não thuộc hệ thống phần thưởng. Khi tiếp xúc với amphetamin, nồng độ glutamat ngoại bào và nồng độ chất dẫn truyền thần kinh trong não được chứng minh là tăng trong thể vân. Sự gia tăng nồng độ glutamat ngoại bào này có lẽ xảy ra thông qua cơ chế liên quan đến EAAT3 (một chất vận chuyển tái hấp thu glutamate) trong tế bào thần kinh dopamin. Amphetamin cũng gây ra sự giải phóng chọn lọc histamin từ các tế bào mast và làm thoát histamin từ các tế bào thần kinh histaminrgic thông qua VMAT2. Sử dụng amphetamin làm tăng nồng độ hormone vỏ thượng thận và corticosteroid trong huyết tương bằng cách kích thích trục hạ đồi-tuyến yên-tuyến thượng thận.
Tháng 12 năm 2017, nghiên cứu đầu tiên đánh giá sự tương tác giữa amphetamin và enzym carbonic anhydrase ở người đã được công bố; trong số 11 enzym carbonic anhydrase được đưa vào nghiên cứu, amphetamin kích hoạt mạnh mẽ 7 enzym, trong đó có 4 enzym có mặt trong não người. Dựa trên nghiên cứu tiền lâm sàng, kích hoạt enzym carbonic anhydrase trong não có tác dụng nâng cao nhận thức. Tuy nhiên, dựa trên việc sử dụng lâm sàng các chất ức chế carbonic anhydrase, sự hoạt hóa carbonic anhydrase trong các mô khác có thể gây ra tác dụng phụ, chẳng hạn như làm trầm trọng thêm bệnh glôcôm.

### Dược động học
Sinh khả dụng đường uống của amphetamin thay đổi theo pH đường tiêu hóa. Amphetamin được hấp thụ tốt ở ruột và sinh khả dụng thường trên 75% đối với dextroamphetamin. Amphetamin là một base yếu với pKa là 9,9. Do đó, khi môi trường có pH kiềm, phần lớn hoạt chất nằm ở dạng base tự do hòa tan trong lipid, và được hấp thu qua màng tế bào giàu lipid của biểu mô ruột. Ngược lại, khi môi trường có pH toan, có nghĩa là hoạt chất chủ yếu ở dạng cation (muối) hòa tan trong nước và ít được hấp thu hơn. Khoảng 20% amphetamin đi trong hệ tuần toàn được liên kết với protein huyết tương. Sau khi hấp thụ, amphetamin dễ dàng phân phối vào hầu hết các mô trong cơ thể. Amphetamin có nồng độ cao tại dịch não tủy và mô não. Chu kỳ bán thải của các enantiomer amphetamin khác nhau, và phụ thuộc vào pH nước tiểu. Tại pH nước tiểu bình thường, chu kỳ bán thải của dextroamphetamin và levoamphetamin lần lượt là 9–11 giờ và 11–14 giờ. Tại pH nước tiểu thấp (tính acid), chu kỳ bán thải của hai enantiomer còn 7 giờ. Tại pH nước tiểu cao (tính kiềm), chu kỳ bán thải của hai enantiomer lên tới 34 giờ. Các muối giải phóng chậm và giải phóng tức thời của 2 đồng phân này đạt nồng độ đỉnh trong huyết tương tại 3 giờ và 7 giờ sau khi uống. Amphetamin được thận thải trừ, với 30–40% thuốc được bài tiết tại pH nước tiểu bình thường. Tại pH nước tiểu cao (tính kiềm), amphetamin ở dạng base tự do nên ít được bài tiết. Khi pH nước tiểu bất thường, lượng amphetamin được bài tiết nằm trong ngưỡng từ 1% đến 75% tương ứng với pH nước tiểu quá acid hoặc quá kiềm. Khi dùng đường uống, amphetamin xuất hiện trong nước tiểu trong vòng 3 giờ. Khoảng 90% amphetamin nuốt vào được thải trừ trong vòng 3 ngày sau liều uống cuối cùng.
Lisdexamfetamin là tiền chât của dextroamphetamin. Chất này không nhạy cảm với pH như amphetamin khi hấp thu bằng đường tiêu hóa. Sau khi hấp thụ vào máu, lisdexamfetamin được các tế bào hồng cầu chuyển đổi hoàn toàn thành dextroamphetamin và amino acid L-lysine bằng cách thủy phân dưới xúc tác là các enzyme aminopeptidase chưa xác định. Đây là bước giới hạn tốc độ trong quá trình sinh hoạt hóa (bioactivation) lisdexamfetamin. Chu kỳ bán thải lisdexamfetamin ít hơn 1 giờ. Do dexamfetamin cần chuyển thành dextroamphetamin, mức độ dextroamphetamin với lisdexamfetamin đạt đỉnh muộn hơn khoảng một giờ so với liều dextroamphetamin tương đương. Tiêm tĩnh mạch lisdexamfetamin cho thấy thời gian đạt đỉnh chậm hơn rất nhiều và giảm nồng độ đỉnh so với tiêm tĩnh mạch một liều dextroamphetamin tương đương. Dược động học lisdexamfetamin đều giống nhau bất kể chất được dùng bằng đường uống, đường mũi hay đường tiêm tĩnh mạch. Do vậy, trái ngược với dextroamphetamin, sử dụng đường tiêm không làm tăng tác dụng của lisdexamfetamin. Do lisdexamfetamin là một tiền chất và do sự khác biệt về dược động học, chất này có thời gian tác dụng điều trị lâu hơn dextroamphetamin giải phóng tức thì và làm giảm nguy cơ khiến bệnh nhân lạm dụng chất.
Cho đến hiện tại, CYP2D6, dopamin β-hydroxylase (DBH), monooxygenase chứa flavin 3 (flavin-containing monooxygenase 3, FMO3), butyrate-CoA ligase (XM-ligase), và glycine N-acyltransferase (GLYAT) là các enzym được biết đến có tham gia chuyển hóa amphetamin hoặc các chất trung gian ở người. Amphetamin có nhiều loại sản phẩm chuyển hóa gồm 4-hydroxyamphetamine, 4-hydroxynorephedrine, 4-hydroxyphenylacetone, acid benzoic, acid hippuric, norephedrine và phenylaceton. Trong số các chất chuyển hóa này, chất kích thích giao cảm có hoạt tính là 4-hydroxyamphetamine, 4-hydroxynorephedrine, và norephedrine. Các con đường chuyển hóa chính liên quan đến quá trình para-hydroxyl hóa nhân thơm, alpha- và betahydroxyl hóa hợp chất không vòng, N-oxy hóa, N-dealkyl hóa, và khử amin. Các con đường trao đổi chất, các chất trung gian chuyển hóa đã được phát hiện và các enzym chuyển hóa ở người được trình bày trong sơ đồ dưới đây:

### Dược-vi sinh-di truyền học (Pharmacomicrobiomic)
Metagenome của người (tức là các vật liệu di truyền của một cá thể và các vật liệu di truyền của tất cả các vi sinh vật có mặt trên hoặc bên trong cơ thể của cá thể đó) rõ ràng là rất khác nhau giữa các cá thể. Vì tổng số tế bào vi sinh vật và virus trong cơ thể người (hơn 100 nghìn tỷ) nhiều hơn rất nhiều tế bào người (hàng chục nghìn tỷ), nên có khả năng tương tác đáng kể giữa thuốc và hệ vi sinh vật của một cá thể. Những tương tác đó bao gồm:
1. thuốc làm thay đổi thành phần của hệ vi sinh vật ở người,
2. vi sinh vật tiết các enzym làm thay đổi dược động học của thuốc
3. sự chuyển hóa thuốc của vi sinh vật ảnh hưởng đến hiệu quả lâm sàng và độc tính của thuốc.

Lĩnh vực nghiên cứu những tương tác này được gọi là Dược-vi sinh-di truyền học (Pharmacomicrobiomic).
Tương tự như hầu hết các phân tử sinh học và chất lạ sinh học (xenobiotic) dùng đường uống, amphetamin sẽ phải trải qua quá trình chuyển hóa mạnh mẽ bởi hệ vi khuẩn chí đường ruột của con người trước khi hấp thụ vào máu. Enzyme vi sinh vật chuyển hóa amphetamin đầu tiên là tyramin oxidase do một chủng vi khuẩn E. coli tiết ra đã được xác định vào năm 2019. Enzyme chuyển hóa amphetamin, tyramin và phenethylamin với ái lực liên kết gần giống nhau đối với cả ba hợp chất.

### Các hợp chất nội sinh liên quan
Amphetamin có cấu trúc và chức năng rất giống với các trace amin nội sinh, là các phân tử điều hòa thần kinh tự nhiên được tạo ra trong cơ thể và não người. Trong nhóm này, các hợp chất có liên quan chặt chẽ nhất là phenethylamin (hợp chất gốc của amphetamin) và N-methylphenethylamine (một đồng phân của amphetamin, tức là N-methylphenethylamine và amphetamin có công thức phân tử giống hệt nhau). Ở người, phenethylamin được sản xuất trực tiếp từ L-phenylalanine nhờ enzyme aromatic L-amino acid decarboxylase (AADC), enzyme này cũng chuyển L-DOPA thành dopamin. Đổi lại, N-methylphenethylamine được chuyển hóa từ phenethylamin nhờ enzyme phenylethanolamin N -methyltransferase (cùng một loại enzyme chuyển hóa noradrenalin thành adrenalin). Giống như amphetamin, cả phenethylamin và N-methylphenethylamine có chức năng điều hòa dẫn truyền thần kinh monoamin thông qua TAAR1. Tuy nhiên, không giống như amphetamin, cả hai chất này đều bị phân hủy bởi monoamin oxidase B, và do đó có thời gian bán hủy ngắn hơn amphetamin.

## Hoá học
Amphetamin là một chất thuộc dãy đồng đẳng của chất dẫn truyền thần kinh phenethylamin động vật có vú. Công thức hóa học là C
9H
13N. Nguyên tử carbon gắn nhóm chức amin là trung tâm lập thể và amphetamin được cấu tạo từ hỗn hợp racemic của hai chất đối quang (enantiomer) với tỷ lệ 1:1. Hỗn hợp racemic này có thể phân tách thành các đồng phân quang học (các chất đối quang) là levoamphetamin và dextroamphetamin. Ở nhiệt độ phòng, dạng base tự do của amphetamin là chất lỏng, không màu và dễ bay hơi với mùi amin đặc trưng, vị chát. Amphetamin dạng muối ở thể rắn, gồm amphetamin adipat, aspartat, hydrochloride, phosphat, saccharat, sulfat, và tannat. Dextroamphetamin sulfat là muối enantiopure (có sẵn ở một dạng lập thể cụ thể) phổ biến nhất. Amphetamin cũng là hợp chất gốc của lớp amphetamin thay thế, gồm một số dẫn xuất có tác dụng lên thần kinh. Trong hóa học hữu cơ, amphetamin là một phối tử chiral (chiral ligand) rất hữu ích trong tổng hợp chọn lọc lập thể chất 1,1'-bi-2-naphthol.

### Các dẫn xuất
Các dẫn xuất của amphetamin, hoặc "amphetamin thay thế", là các hợp chất sử dụng cấu trúc hóa học của amphetamin như một "xương sống". Nói một cách dễ hiểu, thay thế một hoặc nhiều nguyên tử hydro trong cấu trúc amphetamin bằng các nhóm thế sẽ tạo ra các dẫn xuất. Các dẫn xuất amphetamin gồm các chất kích thần như methamphetamin, các chất kích thần và gây ảo giác qua cơ chế serotonergic như MDMA (thuốc lắc) và thuốc thông mũi như ephedrin, v.v...

### Tổng hợp
Năm 1887 ghi nhận quy trình đầu tiên tổng hợp amphetamin. từ thời điểm đó trở đi, ngày càng có nhiều con đường tổng hợp amphetamin. Con đường phổ biến nhất của tổng hợp amphetamin hợp pháp và bất hợp pháp là sử dụng quá trình khử phi kim được gọi là phản ứng Leuckart (phương pháp 1). Trong bước đầu tiên, phenylacetone phản ứng với formamide, có thể bổ sung acid formic, để tạo ra N-formylamphetamin. Chất trung gian này sau đó được thủy phân bằng cách sử dụng acid hydrochloric, và sau đó base hóa, chiết xuất bằng dung môi hữu cơ, ngưng tụ và chưng cất để tạo ra dạng base tự do. Base tự do sau đó được hòa tan trong dung môi hữu cơ, thêm acid sulfuric, cho ra thành phẩm amphetamin kết tủa dưới dạng muối sulfat.
Một số phương pháp phân giải chiral (chiral resolution) được phát triển để tách hai đồng phân quang học của amphetamin. Ví dụ, hỗn hợp racemic amphetamin có thể được xử lý bằng acid d-tartaric để tạo thành một muối của đồng phân không đối quang (diastereomer), sau đó kết tinh phân đoạn để tạo ra dextroamphetamin. Phân giải chiral vẫn là phương pháp kinh tế nhất để thu được amphetamin tinh khiết về mặt quang học trên quy mô lớn. Ngoài ra, một số quy trình tổng hợp chọn lọc lập thể của amphetamin đã được phát triển. Ví dụ, (R)-1-phenyl-ethanamin tinh khiết về mặt quang học được cô đặc với phenylacetone để tạo ra base Schiff chiral. Trong bước tổng hợp then chốt, chất trung gian này được khử bằng cách hydro hóa, thay đổi tính đối xứng của nguyên tử carbon alpha bằng nhóm amin. Phân cắt liên kết amin benzylic bằng phản ứng hydro hóa tạo ra dextroamphetamin tinh khiết về mặt quang học.
Một số lượng lớn các con đường tổng hợp thay thế cho amphetamin đã được phát triển dựa trên các phản ứng hữu cơ cổ điển:
- Phản ứng Friedel – Crafts alkyl hóa benzen bằng allyl chloride để tạo ra beta chloropropylbenzen, sau đó phản ứng với amonia để tạo ra racemic amphetamin (phương pháp 2).[218]
- Phản ứng Ritter (phương pháp 3). Trong con đường này, allylbenzen phản ứng với acetonitril trong acid sulfuric để tạo ra organosulfat, sau đó cho phản ứng tiếp với natri hydroxide để tạo ra amphetamin thông qua chất trung gian acetamide.[219][220]
- Alkyl hóa hợp chất ethyl 3-oxobutanoat (còn gọi là ethyl acetoacetat) bằng methyl iodide, tiếp theo cho sản phẩm thu được phản ứng với benzyl chloride để chuyển thành acid 2-methyl-3-phenyl-propanoic. Chất trung gian này chuyển vị thành amphetamin bằng cách sử dụng chuyển vị Hofmann hoặc chuyển vị Curtius (phương pháp 4).

Một số lượng đáng kể amphetamin được tổng hợp bằng cách khử nhóm nitro, imine, oxime, hoặc các nhóm chức chứa nitơ khác.
- Ngưng tụ Knoevenagel giữa benzaldehyde với nitroethan tạo ra phenyl-2-nitropropen. Liên kết đôi và nhóm nitro của chất trung gian này bị khử bằng cách hydro hóa có xúc tác hoặc khử bằng lithi nhôm hydride (LiAlH4) (phương pháp 5).[215][221]
- Một phương pháp khác là phản ứng của phenylaceton với amonia, tạo ra chất trung gian imine, sau đó sử dụng hydro có xúc tác paladi hoặc lithi nhôm hydride (LiAlH4) khử sản phẩm trên thành amin bậc một (phương pháp 6).[215]

### Phát hiện trong dịch cơ thể
Trong thể thao, công việc, hay để chẩn đoán ngộ độc và công tác giám định pháp y không thể thiếu các xét nghiệm phát hiện amphetamin trong nước tiểu hoặc máu. Xét nghiệm miễn dịch là hình thức xét nghiệm amphetamin phổ biến nhất, tuy nhiên có thể phản ứng chéo với một số loại thuốc cường giao cảm. Phương pháp sắc ký dành riêng cho amphetamin giúp hạn chế các kết quả dương tính giả. Kỹ thuật tách chiral giúp phân biệt nguồn gốc của thuốc, liệu là amphetamin kê đơn, amphetamin dạng tiền chất kê đơn, (ví dụ: selegiline), sản phẩm thuốc không kê đơn có chứa levomethamphetamin, hay amphetamin thay thế do sản xuất bất hợp pháp. Một số loại thuốc kê đơn sản xuất amphetamin dưới dạng chất chuyển hóa, bao gồm benzphetamin, clobenzorex, famprofazone, fenproporex, lisdexamfetamin, mesocarb, methamphetamin, prenylamin và selegiline,v...v. Xét nghiệm ma túy đối với những người sử dụng những dược chất trên có thể cho kết quả dương tính với amphetamin. Amphetamin thường chỉ phát hiện được bằng xét nghiệm ma túy trong khoảng 24 giờ, mặc dù nếu dùng liều cao thì vẫn có thể phát hiện trong 2–4 ngày kể từ liều cuối cùng.
Đối với các xét nghiệm, có nghiên cứu lưu ý rằng kỹ thuật xét nghiệm miễn dịch nhân lên bằng enzym (Enzyme multiplied immunoassay technique, EMIT) đối với amphetamin và methamphetamin có nhiều kết quả dương tính giả hơn so với phương pháp sắc ký lỏng-khối phổ (LC-MS). Sắc ký khí-khối phổ (GC–MS)amphetamin và methamphetamin với thuốc thử dẫn xuất (S)-(−)-trifluoroacetylprolyl chloride cho phép phát hiện methamphetamin trong nước tiểu. GC–MS amphetamin và methamphetamin với thuốc thử chiral là acid Mosher cho phép phát hiện cả dextroamphetamin và dextromethamphetamin trong nước tiểu. Do đó, phương pháp này được sử dụng trên các mẫu có kết quả dương tính, giúp phân biệt nguồn gốc của thuốc.

## Lịch sử, xã hội và văn hóa
| Chất gây nghiện                   | Ước tính | Thấp nhất | Cao nhất |
| --------------------------------- | -------- | --------- | -------- |
| Amphetamin (và các chất tương tự) | 34       | 29        | 41       |
| Cần sa                            | 209      | 149       | 265      |
| Cocain                            | 21       | 18        | 26       |
| Thuốc lắc (hay ecstasy, MDMA)     | 20       | 9         | 36       |
| Opioid                            | 61       | 37        | 78       |

Chất kích thích dạng amphetamin ban đầu có nguồn gốc từ cây Ma hoàng, có chứa ephedrin, được người Trung Quốc sử dụng khoảng 5000 năm trước. Ephedrin được phân lập từ Ephedra vulgaris ở Nhật Bản vào năm 1885 và được nghiên cứu các đặc tính y học của cây trong suốt thập niên 1920. Do hàm lượng ephedrin trong cây Ephedra quá ít nên đã thúc đẩy việc tìm kiếm chất tương tự ephedrin.
Amphetamin được tổng hợp lần đầu tiên vào năm 1887 tại Đức, do nhà hóa học người Romania Lazăr Edeleanu. Ông đặt tên cho chất là phenylisopropylamin; 40 năm sau, vào năm 1927, đặc tính kích thích của loại thuốc này được khám phá. Gordon Alles tái tổng hợp chất và cho rằng chất này có đặc tính kích thích giao cảm. Cuối năm 1933, Smith, Kline và French bắt đầu bán dưới dạng thuốc hít, tên thương mại là Benzedrine, để làm thuốc thông mũi. 3 năm sau, benzedrine sulfat được đưa vào sử dụng để điều trị nhiều loại bệnh lý khác nhau, bao gồm chứng ngủ rũ, béo phì, huyết áp thấp, giảm ham muốn (ICD-10: F52.0) và đau mạn tính, v.v...
Trong Chiến tranh thế giới thứ hai, amphetamin và methamphetamin được sử dụng rộng rãi bởi cả phe Đồng minh và phe Trục vì tác dụng chống mệt mỏi và tăng cường hiệu suất cho binh lính. Trong cuốn Shooting Up: A History of Drugs in Warfare, Chiến tranh Việt Nam mệnh danh là “cuộc chiến dược lý” đầu tiên, do khối lượng khổng lồ các dược chất tác động đến hành vi các binh sĩ trên chiến trường trong lịch sử Hoa Kỳ. Năm 1971, Hạ viện Mỹ đã ra báo cáo đặc biệt cho thấy từ năm 1966 -1969, lực lượng vũ trang Mỹ đã sử dụng 225 triệu viên thuốc kích thích, hầu hết là dexedrine (dextroamphetamin). Trong giai đoạn đó, mỗi năm, một binh sĩ hải quân Mỹ uống trung bình 21,1 viên dexedrine, không quân 17,5 viên, còn lục quân 13,8 viên.
Chính phủ các nước bắt đầu kiểm soát chặt chẽ việc bán amphetamin khi phát hiện các đặc tính gây nghiện của ma túy. Đầu những năm 1970 ở Hoa Kỳ, amphetamin được xếp vào danh sách chất phải kiểm soát theo Đạo luật Kiểm soát Chất. Bất chấp sự kiểm soát nghiêm ngặt của chính phủ, amphetamin vẫn được nhiều người thuộc đa ngành nghề, đa lĩnh vựng sử dụng hợp pháp hoặc bất hợp pháp, bao gồm các nhà văn, nhạc sĩ, nhà toán học, và vận động viên.
Amphetamin ngày nay vẫn được tổng hợp bất hợp pháp trong các phòng thí nghiệm bí mật và được bán trên thị trường chợ đen, chủ yếu ở các nước châu Âu. Tính đến  năm 2018, trong các quốc gia thành viên của Liên minh Châu Âu (EU), có 11,9 triệu người trưởng thành trong độ tuổi 15–64 đã sử dụng amphetamin hoặc methamphetamin ít nhất một lần trong đời và 1,7 hàng triệu người đã sử dụng trong năm 2017. Trong năm 2012, khoảng 5,9 tấn amphetamin bất hợp pháp đã bị thu giữ trong các nước thành viên EU. "Giá bán trên đường phố" amphetamin bất hợp pháp trong EU dao động từ 6–38 € mỗi gam (khoảng 170.000 đến 1.070.000 đồng, theo tỷ giá EUR-VND năm 2014). Bên ngoài châu Âu, thị trường chợ đen chất amphetamin nhỏ hơn nhiều so với thị trường methamphetamin và MDMA.

### Tình trạng pháp lý
Theo kết quả của Công ước Liên hợp quốc năm 1971 về các chất hướng thần, amphetamin đã trở thành chất bị kiểm soát ở tất cả 183 quốc gia thành viên. Do đó, amphetamin được quản lý chặt chẽ ở hầu hết các quốc gia. Một số quốc gia, chẳng hạn như Hàn Quốc và Nhật Bản, đã cấm amphetamin thay thế ngay cả khi sử dụng chất trong y tế. Ở các quốc gia khác, chẳng hạn như Canada, Hà Lan, Hoa Kỳ, Úc, Thái Lan, và Vương quốc Anh, amphetamin nằm trong mục thuốc bị kiểm soát trong dược thư quốc gia, vẫn được cho phép sử dụng để điều trị y tế.

### Dược phẩm
Một số công thức amphetamin được bán trên thị trường hiện có chứa cả hai đối quang, gồm Adderall, Adderall XR, Mydayis, Adzenys ER, Adzenys XR-ODT, Dyanavel XR, Evekeo và Evekeo ODT. Trong đó, Evekeo (bao gồm Evekeo ODT) là sản phẩm duy nhất chỉ chứa racemic amphetamin (như amphetamin sulfat), và do đó đây là sản phẩm duy nhất có nhóm chức hoạt động của "amphetamin". Dextroamphetamin, được bán trên thị trường dưới tên thương hiệu Dexedrine và Zenzedi, là sản phẩm amphetamin dạng enantiopure (đối quang tinh khiết) duy nhất hiện có. Một dạng tiền chất của dextroamphetamin là lisdexamfetamin được bày bán trên thị trường dưới tên thương hiệu Vyvanse. Vì là một tiền chất, lisdexamfetamin có cấu trúc khác với dextroamphetamin và không hoạt động cho đến khi thuốc được chuyển hóa thành dextroamphetamin. Racemic amphetamin trước đây mang tên thương mại là Benzedrine, Psychedrine và Sympatedrine. Levoamphetamin trước đây có tên thương mại là Cydril. Nhiều dược phẩm amphetamin hiện tại là muối do khi ở dạng base tự do, thuốc có tính bay hơi tương đối cao. Tuy nhiên, dạng bào chế hỗn dịch uống và viên nén rã (ODT) chứa dạng base tư do của thuốc được giới thiệu năm 2015 và 2016. Sau đây là một số tên thương mại của thuốc và thành phần của chúng.
| Tên thương mại | Hoạt chất                 | Tỷ lệ đối quang (D:L) | Bào chế        | Năm bắt đầu sản xuất | Dữ liệu tại Hoa Kỳ | Nguồn                 |
| -------------- | ------------------------- | --------------------- | -------------- | -------------------- | ------------------ | --------------------- |
| Adderall       | -                         | 3: 1 (muối)           | viên nén       | 1996                 | GoodRx             | [ 2 ]                 |
| Adderall XR    | -                         | 3: 1 (muối)           | viên con nhộng | 2001                 | GoodRx             | [ 2 ]                 |
| Mydayis        | -                         | 3: 1 (muối)           | viên con nhộng | 2017                 | GoodRx             | [ 258 ] [ 259 ]       |
| Adzenys ER     | amphetamin                | 3: 1 (base)           | hỗn dịch uống  | 2017                 | GoodRx             | [ 260 ]               |
| Adzenys XR-ODT | amphetamin                | 3: 1 (base)           | viên nén rã    | 2016                 | GoodRx             | [ 257 ] [ 261 ]       |
| Dyanavel XR    | amphetamin                | 3,2: 1 (base)         | hỗn dịch uống  | 2015                 | GoodRx             | [ 256 ]               |
| Evekeo         | amphetamin sulfat         | 1: 1 (muối)           | viên nén       | 2012                 | GoodRx             | [ 34 ] [ 262 ]        |
| Evekeo ODT     | amphetamin sulfat         | 1: 1 (muối)           | viên nén rã    | 2019                 | GoodRx             | [ 263 ]               |
| Dexedrine      | dextroamphetamin sulfat   | 1: 0 (muối)           | viên con nhộng | Năm 1976             | GoodRx             | [ 2 ]                 |
| Zenzedi        | dextroamphetamin sulfat   | 1: 0 (muối)           | viên nén       | 2013                 | GoodRx             | [ 264 ]               |
| Vyvanse        | lisdexamfetamin dimesylat | 1: 0 (tiền chất)      | viên con nhộng | 2007                 | GoodRx             | [ 2 ] [ 186 ] [ 265 ] |
| Vyvanse        | lisdexamfetamin dimesylat | 1: 0 (tiền chất)      | viên nén       | 2007                 | GoodRx             | [ 2 ] [ 186 ] [ 265 ] |
| Xelstrym       | dextroamphetamin          | 1: 0 (base)           | thuốc dán      | 2022                 | GoodRx             | [ 266 ]               |

### Cụm nguồn tham khảo
1. ↑  [2][24][25][26][27][28][29][30][31][32][33][34]
2. ↑  [2][14][25][28][34][36][37]
3. ↑  [14][25][26][27][31][38][39][40][41][42][43][44]
4. ↑  [45][46][47]
5. ↑  [1][27][38][84][85][86]
6. ↑  [87][88][89][90]
7. ↑  [27][87][89][91]
8. ↑  [27][31][38][92]
9. ↑  [108][109][110][118][119]
10. ↑  [109][121][122][123]
11. ↑  [110][111][112][113][134]
12. ↑  [49][143][147][148]
13. ↑  [156][160][164][165][166][167][168]
14. ↑  [5][6][7][8][9][10][193][194]